# Kaapse koningklip
De Kaapse koningklip (Genypterus capensis) is een straalvinnige vis uit de familie van Ophidiidae en behoort derhalve tot de orde van naaldvisachtigen (Ophidiiformes). De vis kan een lengte bereiken van 180 cm.

## Leefomgeving
Genypterus capensis is een zoutwatervis. De vis prefereert een diepwaterklimaat en leeft hoofdzakelijk in de Atlantische Oceaan. De diepteverspreiding is 50 tot 500 m onder het wateroppervlak.

## Relatie tot de mens
Genypterus capensis is voor de visserij van aanzienlijk commercieel belang. In de hengelsport wordt er weinig op de vis gejaagd.